# PU-Šarruma
PU-Šarruma (hetitsko PU-LUGAL-ma, mPU-Šàr-(rù)-ma, morda predstavlja Hišmi-Šarrumo) je bil domnevni kralj Hetitov. Domnevo je  objavil pionir hetitologije Emil Forrer, vendar ni splošno sprejeta. 
Vladal naj bi okoli leta 1600 pr. n. št. (kratka kronologija).

## Družina
Hišmi-Šarruma bi ustrezal  staremu očetu Hatušilija I. in tastu Labarne I. in očetu Papadhilme, ki ga omenja (ne po imenu) Hatušili I. Hišmi-Šarruma je bil tudi oče  Tavannane.

## Življenje
O PU-Šarrumovem življenju ni skoraj nič znanega. Znano je samo to, da so se med njegovim bivanjem v Šanahviti in imenovanju zeta Labarne za zakonitega naslednika  proti njemu obrnili njegovi sinovi. Papahdilma je imel podporo med kraljevimi služabniki in visokimi uradniki.